# District de Kamitakai
Le district de Kamitakai (上高井郡, Kamitakai-gun) est un district de la préfecture de Nagano, au Japon, doté d'une superficie de 117,57 km2. Au 1er février 2010, il comptait 18 578 habitants et une densité de population de 158 hab au km2. 

## Histoire
Le Kamitakai-gun a été créé le 14 janvier 1879 en divisant le  Takai-gun en Kamitakai-gun et le Shimotakai-gun  (« Lower Takai-gun »). Le siège de l'administration du district alors en place était la ville de Suzaka . Depuis le 1er avril 1889, Kamitakai-gun comptait une ville et 14 villages. Le 1er juillet 1922, les districts de Koyama et de Sakata du village de Toyooka furent incorporés à la ville de Suzaka. La seule fusion de municipalités avant la Seconde Guerre mondiale a eu lieu le 1er décembre 1936. Avant la grande réforme territoriale des années 1950, Kamitakai-gun comptait une ville et 13 villages. Le 1er février 1954, le village d'Obuse devient une ville. En 1960, le nombre de municipalités dans le district de Kamitakai a été considérablement réduit. Grâce aux fusions, ce nombre est tombé à deux villes et deux villages. Deux autres fusions, le 16 octobre 1966 et le 30 avril 1971, ont réduit le nombre de municipalités du district de Kamitakai à son nombre actuel. Le district de Kamitakai n'a pas été affecté par la grande réforme territoriale de ces dernières années ( heisei daigappei ).

## Municipalités
- Bourg :
  - Obuse
- Village :
  - Takayama